# Estalagmòmetre

Esquema d'un estalagmòmetre

Un estalagmòmetre és un aparell de mesura de la tensió superficial. Consta d'un dipòsit connectat a un tub capil·lar pel qual es deixen caure gotes que es pesen. Un cop mesurat el pes, es calcula la tensió superficial segons la llei de Tate.